# Hohenfels (Oberpfalz)

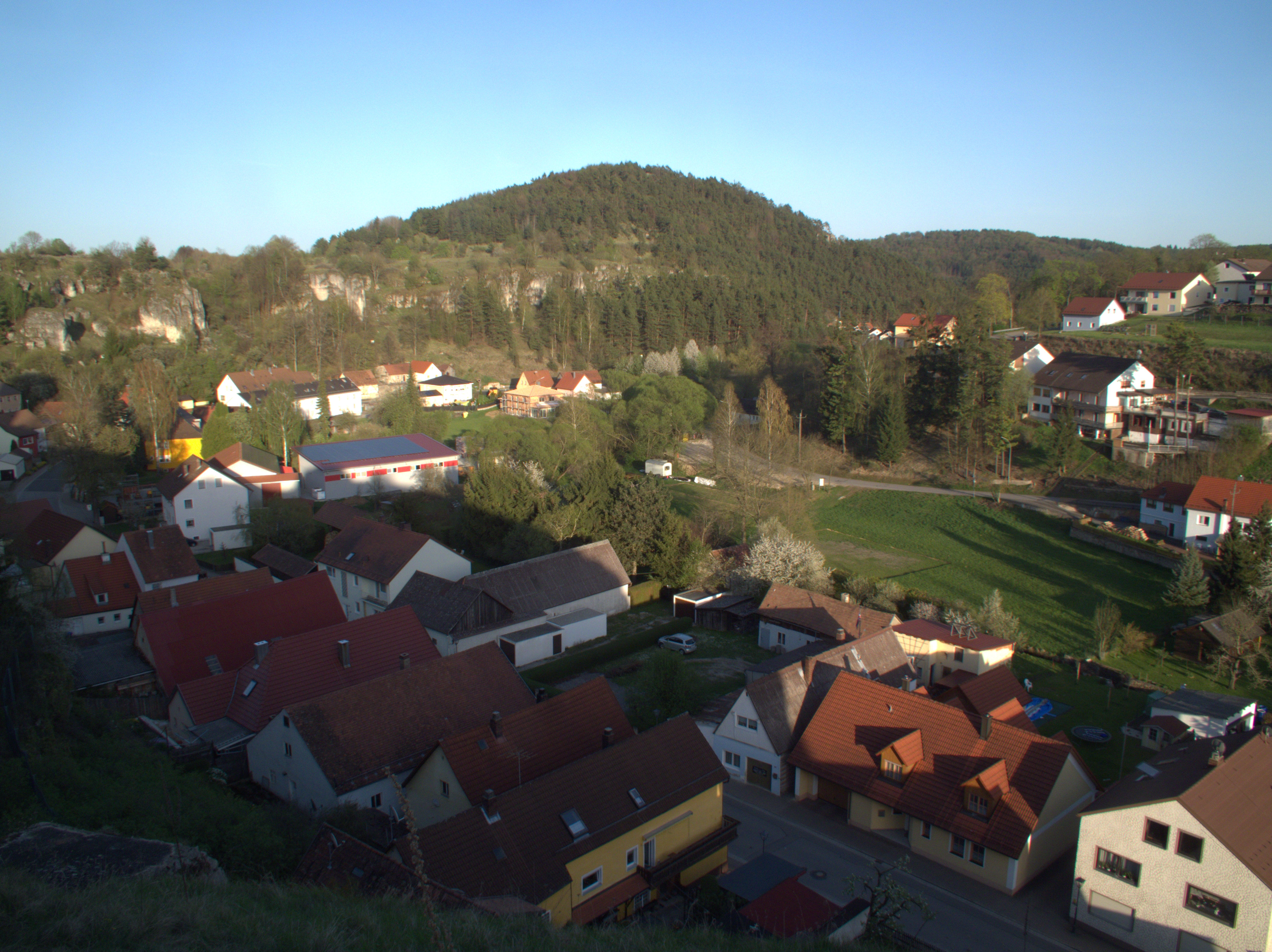
Hohenfels (Oberpfalz)

Hohenfels (Oberpfalz) este o comună-târg din districtul Neumarkt in der Oberpfalz, regiunea administrativă Palatinatul Superior, landul Bavaria, Germania.